# Championnat des Seychelles de football 2007
Navigation
Saison précédente Saison suivante
La saison 2007 de Barclays First Division est la vingt-huitième édition de la première division seychelloise. Les neuf meilleures équipes du pays s'affrontent en matchs aller et retour au sein d'une poule unique. À la fin du championnat, les deux derniers du classement sont relégués et remplacés par les meilleures équipes de deuxième division, et le septième affronte le troisième de D2, lors d'un barrage.
Initialement prévu à 10 clubs, le championnat se déroule entre 9 clubs, car deux équipes de première division (Saint-Louis FC et Sunshine SC) fusionnent pour former le Saint-Louis Suns United.
C'est le club de Saint-Michel United qui a été sacré champion des Seychelles pour la septième fois de son histoire. Le club termine en tête du classement final du championnat, avec cinq points d'avance sur Seychelles Marketing Board (Victoria) et onze sur le tenant du titre Anse Réunion FC.
Saint-Michel United FC se qualifie pour la Ligue des champions de la CAF 2008.

## Les équipes participantes
| - Saint Michel United FC - Seychelles Marketing Board (Victoria) - Anse Réunion FC - Light Stars FC - La Passe FC | - Red Star FC - Northern Dynamo (Glacis) - St Louis Suns United (Victoria) (fusion de Saint-Louis FC et de Sunshine SC) - Foresters (Mont Fleuri) - Promu de D2 |

## Classement
Le classement est établi sur le barème de points classique (victoire à 3 points, match nul à 1, défaite à 0).
| Rang | Équipe                                | Pts | J  | G  | N | P  | Bp | Bc | Diff |
| ---- | ------------------------------------- | --- | -- | -- | - | -- | -- | -- | ---- |
| 1    | Saint-Michel UnitedC                  | 37  | 16 | 11 | 4 | 1  | 35 | 13 | +22  |
| 2    | Seychelles Marketing Board (Victoria) | 32  | 16 | 10 | 4 | 2  | 27 | 16 | +11  |
| 3    | Saint-Louis Suns United               | 30  | 16 | 9  | 3 | 4  | 31 | 17 | +14  |
| 4    | Anse Réunion FCT                      | 26  | 16 | 8  | 2 | 6  | 22 | 16 | +6   |
| 5    | Light Stars FC                        | 23  | 16 | 7  | 2 | 7  | 21 | 23 | -2   |
| 6    | La Passe FC                           | 19  | 16 | 5  | 4 | 7  | 22 | 22 | 0    |
| 7    | Foresters (Mont Fleuri)P              | 16  | 16 | 4  | 4 | 8  | 20 | 32 | -12  |
| 8    | Northern Dynamo (Glacis)              | 13  | 16 | 3  | 4 | 9  | 17 | 31 | -14  |
| 9    | Red Star FC                           | 7   | 16 | 2  | 1 | 13 | 15 | 40 | -25  |

| Légende : Qualifications et relégations | Légende : Qualifications et relégations                                                     |
| --------------------------------------- | ------------------------------------------------------------------------------------------- |
|                                         | Qualification pour la Ligue des champions de la CAF 2008                                    |
|                                         | Qualification pour la Coupe de la confédération 2008                                        |
|                                         | Participation au barrage de promotion-relégation                                            |
|                                         | Relégation directe en deuxième division                                                     |
|                                         | T : Tenant du titre P : Promu de deuxième division C : Vainqueur de la Coupe des Seychelles |

### Barrages Promotion/Relégation
Le septième de première division doit affronter le second de deuxième division pour une place en D1.
16 novembre 2007
- Foresters (Mont Fleuri)  1-1 ap (5-3 tab)  St. Francis

Foresters (Mont Fleuri) restent en D1, St Francis reste en D2.

## Bilan de la saison
| Championnat des Seychelles de football 2007 |                                |
| Champion                                    | Saint-Michel United (7e titre) |
| Coupes et trophées                          |                                |
| Vainqueur de la Coupe des Seychelles 2007   | Saint-Michel United            |
| Qualifications continentales                |                                |
| Ligue des champions de la CAF 2008          | Saint-Michel United            |
| Coupe de la confédération 2008              | Anse Réunion FC                |
| Promotions et relégations                   |                                |
| Promus en Barclays First Division           | Plaisance FC                   |
| Relégués en Second Division                 | Northern Dynamo                |
| Relégués en Second Division                 | Red Star FC                    |